# Urapidil
Urapidil ist ein Antihypertensivum (blutdrucksenkendes Mittel) aus der Gruppe der α1-Adrenozeptor-Antagonisten, wirkt vor allem auf Arterien gefäßerweiternd (vasodilatierend) und wird vor allem bei akuten Blutdruckerhöhungen eingesetzt.

## Klinische Angaben

### Anwendung
Urapidil (intravenös) ist bei der hypertensiven Krise in über die Vene verabreichten Dosierungen bei Erwachsenen von 10 bis 50 mg und mehr eine Alternative zu Calciumantagonisten und Nitraten. Peroral kann es in der Kombinationstherapie der arteriellen Hypertonie eingesetzt werden.

### Nebenwirkung
Als Nebenwirkungen werden häufig (1–10 %) Übelkeit, Kopfschmerz und Schwindel, selten (< 1 %) Arrhythmien, Müdigkeit und Schweißausbrüche beobachtet.

### Kontraindikationen
Während der Schwangerschaft und der Stillzeit ist Urapidil kontraindiziert.

### Interaktionen
Urapidil wirkt mit allen blutdrucksenkenden Mitteln additiv, was zu einer hypotonen Kreislaufsituation (überstarke Blutdrucksenkung) führen kann. Die Wirkung wird auch durch Alkoholkonsum verstärkt. Bei der gleichzeitigen Gabe des Antihistaminikums Cimetidin kann der Urapidil-Serumspiegel bis zu 15 % erhöht sein.

## Pharmakologische Eigenschaften

### Pharmakodynamik
Urapidil vermittelt über eine Blockade von peripheren, postsynaptischen α1-Rezeptoren eine Abnahme des Gefäßwiderstandes und damit eine Senkung des systolischen und diastolischen Blutdrucks. Darüber hinaus stimuliert es zentrale Serotoninrezeptoren vom Typ 5-HT1A, wodurch eine Gegenreaktion (Reflextachykardie) des sympathischen Nervensystems verhindert wird.

### Pharmakokinetik
Nach der intravenösen Anwendung tritt ein zweiphasiger Verlauf der Konzentration im Serum auf, der initial durch Verteilungsvorgänge und in der zweiten Phase durch Elimination bedingt ist. Die Metabolisierung geschieht hauptsächlich in der Leber, wobei vor allem unwirksame Metaboliten entstehen. Die Ausscheidung erfolgt zu etwa 70 % über die Niere, der Rest fäkal. Die Plasmahalbwertszeit beträgt 2,7 Stunden, bei Leber- und Nierenerkrankungen wesentlich länger, weshalb in diesem Fall eine Dosisreduktion notwendig ist. Urapidil durchdringt die Blut-Hirn-Schranke und ist plazentagängig.

## Handelsnamen
Monopräparate (etwa als Urapidilhydrochlorid): Ebrantil (D, A, CH), Hypotrit (A), Eupressyl (F), Tachyben (A), Mediatensyl (F) sowie Generika (D).